# هميريم (ماوية)

تعديل مصدري - تعديل

هميريم   هي إحدى قرى مديرية ماوية بمحافظة تعز اليمنية، بلغ تعداد سكانها 1273 نسمة حسب التعداد السكاني في اليمن في 2004.